# Coupe du monde féminine de football ConIFA 2022
Navigation
2024
La Coupe du monde féminine de football ConIFA 2022 est la première édition de la Coupe du monde féminine de football ConIFA,, un tournoi féminin international de football pour les États, les minorités, les apatrides et les régions non affiliées à la FIFA organisée par ConIFA. Elle se déroule en Inde dans l'état d'Himachal Pradesh du 1 juillet au 6 juillet 2022 sous l'égide de l'Association nationale de football tibétaine,,. C'est la première fois que le Tibet organise une compétition de football féminine internationale.

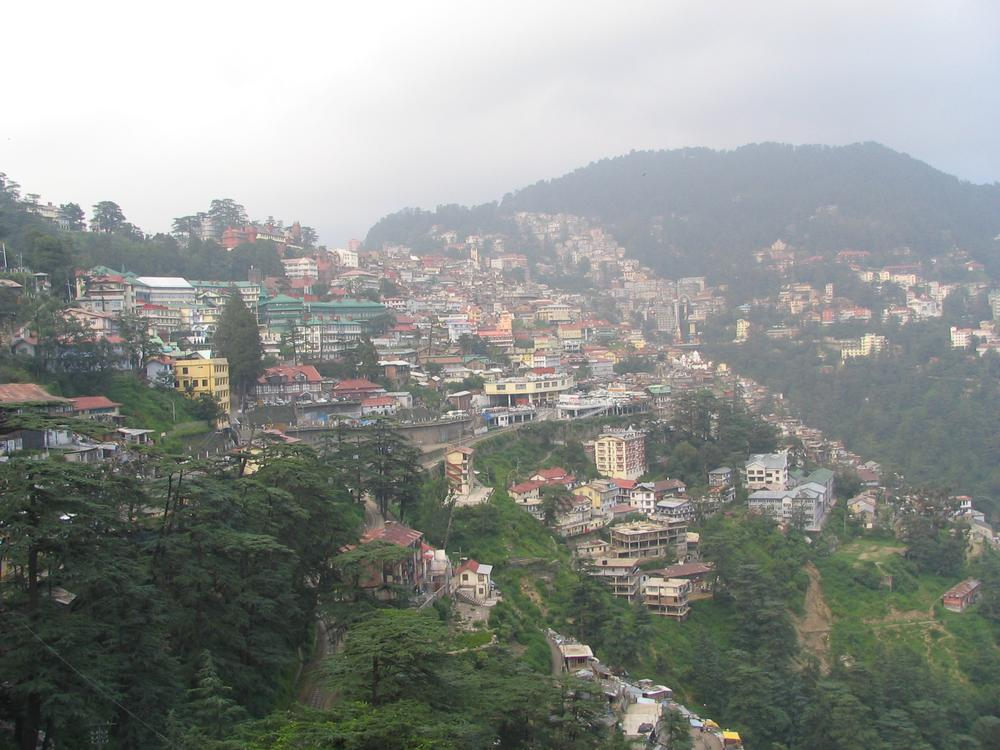
Panoramique de Shimla

La remise des trophées a lieu le 3 juillet 2022, il était prévu d'organiser la remise des trophées le 6 juillet 2022, date anniversaire de la naissance du 14e Dalaï-lama Tenzin Gyatso qui fêtera ses 87 ans. La Coupe du monde féminine de football ConIFA 2022 est remporté par la Laponie,,,,,,. Le Tibet termine à la seconde place avec le prix du fair-play.

## Préparation de l'événement
Le 5 février 2018, la Fédération de Chypre du Nord de football a demandé à la ConIFA d'organiser la première Coupe du monde féminine de football ConIFA en 2021 à Chypre du Nord.
Le 10 novembre 2018, la ConIFA organise la toute première rencontre entre deux équipes féminine. La Laponie remporte la rencontre contre Chypre du Nord, quatre buts à zéro,, pour l'occasion du premier match féminin de la ConIFA, un trophée du nom Women's Friendship Cup (it) 2018 est offert aux deux équipes, ainsi que des médailles, l'or pour la Laponie et l'argent pour Chypre du Nord,,,,.
La Coupe du monde féminine de football ConIFA 2021 est annulée en raison de la pandémie de Covid-19,, elle aurait dû être organisée par le Pays sicule en Roumanie. La sélection Tibétaine avait été choisi afin de remplacé l'équipe féminine de Chypre du Nord,,.
Le Tibet organise deux matchs de préparation avant le mondiale. Le 27 mai 2022, l'équipe féminine du Tibet rencontre Kendriya Vidyalaya, est remporte le match 4 buts à 0, un doublée de Ngawang Oetso, un but de Yangchen Lhamo et de Tenzin Dekyong. Le 4 juin 2022, la sélection féminine du Tibet affronte le Garhwal FC, la rencontre se termine sur un score nul (1-1).

### Ville et stade
| Villes           | Stades           | Capacité         |
| Himachal Pradesh | Himachal Pradesh | Himachal Pradesh |
| ---------------- | ---------------- | ---------------- |
| Paonta Cholsum   | STS Ground       | 1.000            |
|                  |                  |                  |

### Participants
Les participants sont tirés au sort en 2 groupes de 3 pour la Coupe du monde féminine de football en Roumanie. Les 2 meilleures équipes de chaque groupe se qualifieront pour les demis de finale. Il y aura également des matchs de classement. Les équipes suivantes participeront au tournoi: Cascadie, Chamerie, Chypre du Nord, Cornouilles, Laponie, et Pays sicule. En plus des 6 participantes, 4 équipes de réserve ont également été annoncées: l'Eelam tamoul, le Tibet et le Zanzibar.
Finalement le tournoi est réduit à 2 équipes (le Tibet et la Laponie,), la compétition débutera avec un premier match et une seconde rencontre entre les deux équipes.

## Tournoi

### Finale aller-retour
| 1 juillet 2022 | Laponie                                                        | 13 – 1 | Tibet             | STS Ground, Paonta Cholsum |                   |
| [ 54 ]         | Sandra Simonsen · Moa Öhman · Karoline Fossli · Sofie Sorensen |        | 59e Ngawang Oetso | Spectateurs : 350          | Spectateurs : 350 |
| [ 54 ]         | (Rapport)                                                      |        |                   | Spectateurs : 350          | Spectateurs : 350 |

| 3 juillet 2022 | Laponie | 9 – 0 | Tibet | STS Ground, Paonta Cholsum |                   |
|                | Moa Öhman 7e 57e 71e 89e · Emelie Kristiansen 38e · Klara Norlemann 43e · Sandra Simonsen 46e 83e · Wilma Ritzen 48e |       |       | Spectateurs : 250          | Spectateurs : 250 |
|                | (Rapport) |       |       | Spectateurs : 250          | Spectateurs : 250 |

| Champion Coupe du monde féminine de football ConIFA 2022 |
| -------------------------------------------------------- |
| Laponie Premier titre                                    |

## Statistiques, classements et buteurs

### Classement des buteuses
8 buts                
- Moa Öhman

7 buts              
- Sandra Simonsen

3 buts      
- Karoline Fossli

1 but  
- Ngawang Oetso
- Sofie Sorensen
- Emelie Kristiansen
- Klara Norlemann
- Wilma Ritzen

### Classement final
| No | Équipe  | J | V | N | D | BM | BE | DB  | Pts |
| -- | ------- | - | - | - | - | -- | -- | --- | --- |
| 1  | Laponie | 2 | 2 | 0 | 0 | 22 | 1  | +21 | 6   |
| 2  | Tibet   | 2 | 0 | 0 | 2 | 1  | 22 | -21 | 0   |

### Récompenses annexes
| Prix                        | Lauréat         |
| --------------------------- | --------------- |
| Meilleur gardienne          | Marie Aspenes   |
| Meilleur buteuse            | Moa Öhman       |
| Meilleur joueuse du tournoi | Sandra Simonsen |
| Meilleur jeune joueuse      | Ngawang Oetso   |
| Prix fair-play              | Tibet           |
| Joueuse du match (aller)    | Sandra Simonsen |
| Joueuse du match (retour)   | Frida Ritzen    |